# Марокканская стена

Карта Марокканской стены с периодами возведения участков стены

Марокка́нская стена́ (араб. الجدار الرملي‎, исп. Muro marroquí) — система оборонительных сооружений (разделительная стена), созданная в 1980-х годах правительством Марокко на территории Западной Сахары и пустынном юго-востоке Марокко, разделяющая территории, контролируемые правительством Марокко и формированиями ПОЛИСАРИО. Система известна также под названием Обочина Западной Сахары, представители ПОЛИСАРИО используют для её обозначения термин Стена Позора, в просторечии применяется также термин «берма». Общая протяжённость сооружений — более 2400 км.
В общей сложности построено шесть крупных линий и три малых.
Основу каждого вала составляет песчано-каменная насыпь высотой около трёх метров. Вдоль стен расположены минные поля, заграждения из колючей проволоки, сенсорные системы для обнаружения нарушителей, артиллерийские посты и взлётно-посадочные полосы. Оборудованы радарные мачты, просматривающие территорию вне стен, система постоянно патрулируется.

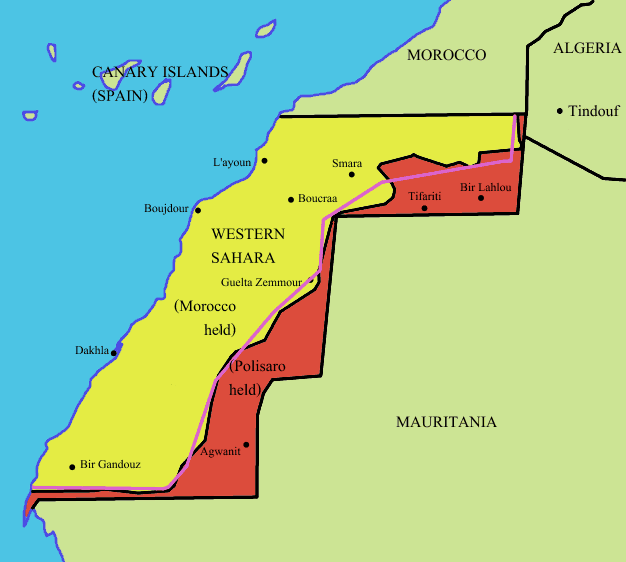
Сиреневым цветом обозначена Марокканская стена «Берма»
Жёлтым цветом обозначена территория, контролируемая Марокко
Красным цветом обозначена Свободная зона, контролируемая Полисарио.

Строительство было начато в 1981 году и официально завершено 16 апреля 1987 года. Сооружение укреплений проходило в несколько этапов: первая стена отгородила от остальной территории Западной Сахары крупнейший город Эль-Аюн, город Смара и места добычи фосфатов в районе Бу-Краа. После этого было сооружено ещё пять стен, в результате чего под марокканским контролем оказалась бо́льшая часть территории, называемой правительством этой страны Южными провинциями.
Силы ПОЛИСАРИО контролируют преимущественно незаселённую территорию южнее и восточнее заградительных сооружений, называемую ими Свободной зоной.
Лагеря беженцев из Западной Сахары и лагеря ПОЛИСАРИО расположены на западе Алжира в районе Тиндуфа (см. алжиро-марокканская граница).

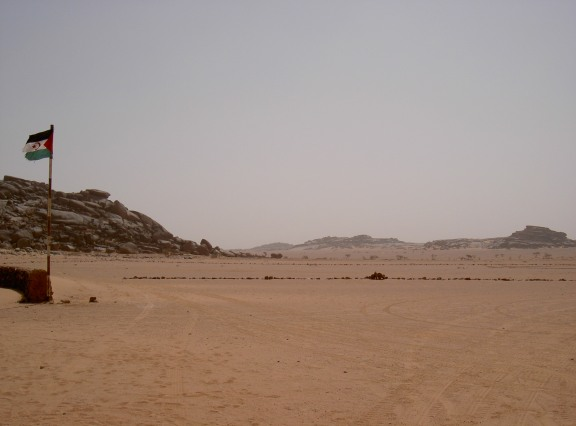

Фактически, строительство валов привело к оформлению ситуации в Западной Сахаре в её современном патовом виде.